# Ñico Lora
Francisco Antonio Lora Cabrera (Monción, 1881-Navarrete, 10 de abril de 1971), más conocido como Ñico Lora,  fue un músico folclórico dominicano. Está considerado como uno de los padres del merengue. 
Su abuelo, Félix Lunnaux, oriundo de Francia, arribó a la isla de Santo Domingo con las tropas comandadas en 1802 por el general Leclerc, cuñado de Napoleón, con el objetivo de aplastar a Toussaint Louverture.
Ñico aprendió a tocar el acordeón a muy temprana edad. Aunque no tuvo una educación formal en términos musicales eso no le impidió destacarse como instrumentista y compositor. Sus composiciones más famosas son San Antonio, Tingo Talango, Eres la mujer más bella, Pedrito Chávez y San Francisco. 
Él fue el creador de muchas melodías anónimas que son consideradas como un bien cultural por la nación dominicana y sus canciones se mantienen en el tiempo como parte esencial de las raíces musicales de su pueblo.
Ñico Lora murió el 10 de abril de 1971, a los 91 años, en el pueblo de Navarrete, donde existe "La Plaza de la Cultura Ñico Lora" levantada como homenaje por sus contribuciones al desarrollo de la música popular dominicana.